# Нидервихбах
Нидервихбах (њем. Niederviehbach) општина је у њемачкој савезној држави Баварска. Једно је од 15 општинских средишта округа Динголфинг-Ландау. Према процјени из 2010. у општини је живјело 2.498 становника. Посједује регионалну шифру (AGS) 9279130.

## Географски и демографски подаци
Нидервихбах се налази у савезној држави Баварска у округу Динголфинг-Ландау. Општина се налази на надморској висини од 392 метра. Површина општине износи 29,6 km². У самом мјесту је, према процјени из 2010. године, живјело 2.498 становника. Просјечна густина становништва износи 84 становника/km².